# Navarino (comuna)
Navarino fue una de las comunas que integró el antiguo departamento de Tierra del Fuego, en la provincia de Magallanes.
En 1930, y de acuerdo al censo de ese año, la comuna tenía una población de 395 habitantes. Su territorio fue organizado por DFL 8583 del 30 de diciembre de 1927.

## Historia
La comuna fue creada por el DFL 8583 del 30 de diciembre de 1927. En 1975 pasó a ser parte de la recién creada Provincia Antártica, en la Región de Magallanes, teniendo allí la cabecera provincial en el pueblo de Puerto Williams. En 2001 fue suprimida y se creó en su lugar la comuna de Cabo de Hornos.